# Tétaigne
Tétaigne je francouzská obec v departementu Ardensko v regionu Grand Est. V roce 2011 zde žilo 84 obyvatel.

## Sousední obce
Brévilly, Carignan, Euilly-et-Lombut, Mairy, Osnes, Pouru-Saint-Remy, Sachy

## Vývoj počtu obyvatel
Počet obyvatel 